# ماروواتو (آندیلامنا)
ماروواتو (به لاتین: Marovato) یک منطقهٔ مسکونی در ماداگاسکار است که در آندیلامنا واقع شده‌است. ماروواتو ۴٬۰۰۰ نفر جمعیت دارد و ۶۷۳ متر بالاتر از سطح دریا واقع شده‌است.